# KLA-100
KLA-100(영어: Korea Light Aircraft-100)은 건국대학교에서 개발, 베셀에어로스페이스에서 생산하는 대한민국의 최초 2인승 민간 경량 항공기이다. 2017년 7월 20일 초도비행에 성공했으며 KAI의 KC-100 나라온에 이어 순수 국내 기술로 개발된 2번째 경비행기이다.

## 역사
건국대학교 스포츠급 경항공기 연구단은 국토교통부의 '레저용 경항공기 국산화 개발사업'을 수주해 국토교통과학기술진흥원 등과 함께 KLA-100을 개발하여 2016년 12월 5일 시제 1호기를 출고하였다.
2017년 7월 20일, 전라남도 고흥군 항공센터에서 초도비행에 성공하였다.
2017년 12월 21일, 베셀은 총 4년 간의 연구개발 기간 중 7개월 간의 비행시험을 통해 구조건전성시험, 계통기능시험, 항공기 지상시험 등 안전성을 인정받아 2018년부터 본격 양산에 들어갈 예정이다.
2019년 10월 29일, 국토교통과학기술진흥원은 국토교통 연구개발로 수행 중인 '무인항공기 안전운항기술 개발 및 통합 시범운용' 연구단이 무인항공기 운용시험을 위해 고흥에서 국내 최초 2인승 KLA-100이 인도되었다.

## 특징
KLA-100은 가볍고 튼튼한 탄소섬유로 제조되었고 동체에 낙하산을 달아 비정상적인 상황에서도 인명피해를 최소화하도록 제작됐으며 크게 제조된 날개로 엔진이 꺼져도 글라이딩을 통해 서서히 착륙할 수 있도록 설계되었다.

## 제원
- 탑승인원: 2명
- 엔진: 단발 프로펠러
- 순항속도: 189 km/h (102 kts)
- 실속속도: 80 km/h (43 kts)
- 최대이륙중량: 600 kg (1,320 lbs)
- 비행거리: 1,400 km
- 최대운용고도: 14,000 ft
- 최대비행시간: 10시간 이상
- 이륙거리: 160 m (524 ft)
- 착륙거리: 150 m (492 ft)
- 75% 순항비행시 연료소모량: 3.43 gal/h
- 연료량: 130 L (34.3 gal)